# Наскальные рисунки полуострова Калифорния

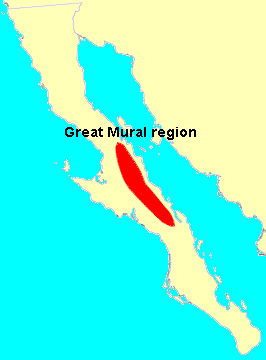
Область распространения петроглифов.

Наскальные рисунки Нижней Калифорнии представляют собой доисторические изображения животных и людей, нередко крупнее их натуральной величины, на стенах и потолках естественных пещер на севере штата Южная Нижняя Калифорния и юге штата Нижняя Калифорния в Мексике. Один из памятников этой группы — наскальная живопись в горах Сьерра-де-Сан-Франсиско — включён в список Всемирного наследия ЮНЕСКО.

## Характеристика
Среди рисунков имеются как монохромные, так и полихромные. Чаще всего используются красный и чёрный цвета, однако встречаются также белый, розовый, оранжевый и зелёный.
Наиболее распространённые типы изображений — люди и олени, однако представлены и другие животные: кролики, большерогие бараны, птицы, рыбы, змеи и др. На людях, изображённых на рисунках, нередко имеются стилизованные головные уборы. Небольшая часть человеческих изображений имеют признаки пола, такие, как мужские гениталии или женская грудь. Также на небольшой части человеческих или животных изображений обнаружены следы метательных камней или дротиков-атлатлей.
Изображения — большей частью силуэтные, то есть без прорисовки деталей внутри очертаний. Вместо деталей геометрические контуры заполнялись орнаментом — полосами различного цвета. Люди, черепахи, птицы и большинство рыб изображены анфас, а олени и ряд других животных — в профиль.
Нередко новые изображения наносились поверх предыдущих, причём лишь в нескольких случаях это был намеренный приём, чаще всего новые изображения наносились с пренебрежением к прежним.

## Распространение
Наскальные изображения обнаружены в большом количестве мест — в горных массивах Гуадалупе, Сан-Франсиско, Сан-Хуан и Сан-Борха в центральной части Калифорнийского полуострова. Севернее и южнее от этой зоны обнаружены петроглифы иного, более примитивного стиля. Впрочем, на территории наскальных рисунков Нижней Калифорнии также обнаружены петроглифы иных стилей.
Наскальные росписи найдены на территории, где исторически длительное время обитала народность кочими. Ряд археологов связывали с кочими и наскальные рисунки, и поздний доисторический комплексом Комонду (en:Comondú Complex). Несмотря на это, сами кочими на вопросы миссионеров-иезуитов, посещавших их в XVIII веке, отрицали свою связь с наскальными рисунками. Недавно проведенный радиоуглеродный анализ наскальных рисунков и материалов, найденных в археологических раскопках, показывает, что возраст рисунков может составлять до 7500 лет (то есть около 5500 г. до н. э.).

## Изучение
Существование наскальных рисунков отмечали ещё иезуитские миссионеры в XVIII веке. Первое научное исследование петроглифов провёл в период 1889—1913 гг. французский химик Леон Диге (Léon Diguet). В начале 1950-х гг. об этих петроглифах писали журналист Фернандо Джордан и археологи Барбро Дальгрен и Хавьер Ромеро.
Общественное внимание к наскальным рисункам привлёк известный писатель детективов Эрл Стэнли Гарднер, опубликовавший в 1962 г. статью в журнале Life. С того времени изучением и анализом изображений занимались многие учёные — среди них Клемент Мейган, Кэмпбелл Грант, Гарри Кросби, Энрике Хэмблтон, Джастин Хайленд и Мария де ла Лус Гутьеррес.